# Bahman
Bahman (tiếng Ba Tư: بهمن, phát âm tiếng Ba Tư: [bæhˈmæn]) là tháng thứ 11 trong lịch Iran. Lịch Iran có 12 tháng. Thời điểm bắt đầu của các tháng được tóm tắt trong bảng sau.
| Tháng thứ | Tên của tháng | Ngày bắt đầu theo lịch Gregory |
| --------- | ------------- | ------------------------------ |
| 1         | Farvadin      | 21 tháng 3                     |
| 2         | Ardibehesht   | 21 tháng 4                     |
| 3         | Khordad       | 22 tháng 5                     |
| 4         | Tir           | 22 tháng 6                     |
| 5         | Amordad       | 23 tháng 7                     |
| 6         | Shahrivar     | 23 tháng 8                     |
| 7         | Mehr          | 23 tháng 9                     |
| 8         | Aban          | 23 tháng 10                    |
| 9         | Azar          | 22 tháng 11                    |
| 10        | Dey           | 22 tháng 12                    |
| 11        | Bahman        | 21 tháng 1                     |
| 12        | Esfand        | 20 tháng 2                     |